# Hreinn Halldórsson
Pour les articles homonymes, voir Halldórsson.
Hreinn Halldórsson (né le 3 mars 1949) est un athlète islandais, spécialiste du lancer du poids.

## Biographie
Il remporte le titre du lancer du poids lors des Championnats d'Europe en salle de 1977, à Saint-Sébastien, en Espagne, en devançant avec la marque de 20,59 m le Britannique Geoff Capes et le Polonais Władysław Komar. Il se classe par ailleurs huitième des Championnats d'Europe de 1978, dixième des Jeux olympiques de 1980 et sixième des Championnats d'Europe en salle de 1981.

### Palmarès
| Date | Compétition                    | Lieu            | Résultat | Marque  |
| ---- | ------------------------------ | --------------- | -------- | ------- |
| 1977 | Championnats d'Europe en salle | Saint-Sébastien | 1er      | 20,59 m |
| 1978 | Championnats d'Europe          | Prague          | 8e       | 19,34 m |
| 1980 | Jeux olympiques                | Moscou          | 10e      | 19,55 m |
| 1981 | Championnats d'Europe en salle | Grenoble        | 6e       | 19,13 m |

### Records
| Épreuve         | Épreuve   | Performance | Lieu            | Date           |
| --------------- | --------- | ----------- | --------------- | -------------- |
| Lancer du poids | Plein air | 21,09 m     | Stockholm       | 4 juillet 1977 |
| Lancer du poids | Salle     | 20,59 m     | Saint-Sébastien | 13 mars 1977   |